# Vehar
Vehar je priimek več znanih Slovencev:
- Blaž Vehar, bas-kitarist
- Borut Vehar (*1979), atlet, tekač
- Franc Vehar, partizan, namestnik političnega komisarja v slovenski udarni brigadi Ivan Gradnik
- Ivan Vehar, novinar, urednik
- Josephine Janežič (Josipina Marija Vehar)
- Lara Vehar (*1997), nogometašica
- Luka Vehar, kitarist, mag.
- Maja Vehar, zgodovinarka
- Nina Vehar, fr. boks - savate
- Sebastjan Vehar, kolesarski publicist
- Špela Vehar (*1989), nogometašica
- Uroš Vehar (*1976), balinar